# 1892 Лусієнна
1892 Лусієнна (1892 Lucienne) — астероїд головного поясу, відкритий 16 вересня 1971 року.
Тіссеранів параметр щодо Юпітера — 3,443.